# Quadrimaera serrata
Quadrimaera serrata is een vlokreeftensoort uit de familie van de Maeridae. De wetenschappelijke naam van de soort is voor het eerst geldig gepubliceerd in 1938 door Schellenberg.